# Árabe palestino
O árabe palestino é um contínuo dialetal árabe do ramo levantino falado pela maioria dos palestinos na Palestina e em Israel e por populações da diáspora palestina. Juntamente com o árabe jordaniano, possui o código de idioma ISO 639-3 "ajp", conhecido como árabe levantino meridional. Subvariantes desse grupo dialetal apresentam diversas características bem distintas, como o falado no norte da Cisjordânia e o falado por palestinos na região de Hebrom, este mais semelhante ao árabe falado por descendentes de refugiados palestinos que vivem na Jordânia e no sudoeste da Síria.

## Estruturação social e geográfica
Como é muito comum nos países de língua árabe, a variante falada por uma pessoa depende tanto da região de origem como do grupo social a qual pertence. No caso do árabe palestino, são três os grupos dialetais: o palestino urbano, o palestino rural e palestino beduíno. Desses, o mais aproximado ao árabe levantino setentrional (árabe sírio e o árabe libanês) é o urbano, especialmente em Jafa e Nablus e, em menor grau, Jerusalém, Hebrom, Acre, Haifa, Safed e Nazaré. Dialetos rurais palestinos têm características como na pronúncia do qaf como kaf, que os diferenciam de outras variantes do árabe, especialmente em Jenin e Tulcarém. Os beduínos usam duas subvariantes diferentes na Galiléia e no Neguev - os primeiros mais próximas do árabe najdi e os últimos do árabe hejazi.

## Diferenças do árabe levantino
São significativas as diferenças entre o árabe palestino e as demais formas do ramo levantino, como o árabe sírio e o árabe libanês. Essas diferenças são, porém, variáveis, considerando as diferenças que há entre os dialetos do próprio árabe palestino.
Uma característica bem típica dos dialetos árabes palestinos é pronúncia dos verbos em hâmeza (letra) com vogal de som 'o' no imperfeito. Como exemplo, temos no Fuṣḥa o imperfeito de اكل (akala), "comer", como آكل (ākulu; e o equivalente comum no dialeto palestino é بوكل (bōkel). O prefixo b marca o presente do indicativo. Assim, na Galileia, o uso coloquial da expressão: "Eu estou comendo" ou "Eu como" é ana bōkel e não ana bākəl usado na forma Síria. Já os beduínos do sul usam ana bākul.
O árabe palestino também partilha alguns aspectos similares ao do árabe egípcio, se distinguindo assim de outros dialetos árabes do Levante:
- Vocabulário: 'como' (prepos.) é زي zayy em algumas regiões da Palestina, como o é no Egito. Porém, para essa mesma palavra 'como os palestinos de outras regiões usam مثل (mitl), conforme no ءrabe sírio e libanês;
- Gramática: nos dialetos palestinos (exceto no dos beduínos), como no árabe egípcio, usa-se o sufixo típico (ش -sh, AFI: [/ʃ/]) para formar o negativo de verbos e pronomes preposicionais pseudo-verbais.

## Outras diferenças do árabe clássico

### Cláusula restritiva
Como em muitas formas da língua árabe coloquial, os marcadores de cláusula sintática do árabe moderno padrão (AMP) الذي،  التي، اللذان، اللتان، الذين e اللاتي são substituídas por uma única forma, إللي

### Objeto indireto
A partícula de som li- se funde à raiz precedente para indicar objeto indireto. Assim a expressão qultu lahû do AMP é expressa como 'ultillo, qultillo or kultillo e o AMP Katabtu lahâ é Katabtilha em árabe palestino.

### Interrogativos
| AMP         | árabe palest.              | Português |
| ----------- | -------------------------- | --------- |
| لماذا Limāًâ | ليش Layڑ                   | Por que   |
| ماذا māًâ    | ايش ayڑ, شو ڑū             | o Que     |
| كيف Kayfa   | كيف Kīf, چيف ĉīf, كنف kinf | Como      |
| متى matā    | إيمتى īmtā, إيمتين īmtīn   | Quando    |
| اين ayna    | وين wayn                   | Onde      |
| من man      | مين mīn                    | Quem      |

A seguir são apresentadas as diferenças entre as variedades do árabe palestino:
- A pronúncia do qāf serve como um xibolete para distinguir os três principais dialetos Palestinos: é uma Consoante oclusiva-glotal na maioria das cidades, é um K faringealizado nas pequenas vilas; mais no sul, em certas áreas de beduínos é algo entre K e G (ga, gue, etc)  não faringealizado. Em certas menores vilas da Galileia (ex. Maghar), especialmente mas não exclusivamente, entre os Drusos, o qāf é realmente pronunciado qāf como em árabe clássico;
- Nos dialetos onde o ‘'qāf é pronunciado k, um verdadeiro kāf é muitas vezes pronunciado  /tʃ/, como em certos dialetos do árabe do Golfo Pérsico. Isso é geralmente um caráter dos idioletos mais conservadores. A pronúncia kāf também acontece no norte da Cisjordânia e nas áreas adjacentes de populações Palestinas em Israel, o chamado ‘’Triângulo (Israel)’’. Esse modo de pronunciar é muitas vezes estigmatizado pelos palestinos urbanos e em algumas vilas que rejeitam os que assim falam;
- Também, o sufixo feminino -a é bem mais usado do que -i ou -é do Levantino comum, especialmente nas áreas mais ao sul. O sufixo "-i" ou algo aproximado a isso é usado no triângulo de Israel;
- Outro marcador de subdialeto significativo é a palavra usada para a preposição "aqui". Nas áreas urbanas se usa mais o hōn. Os beduínos do Negueve usam para tal função o hiniyye ou mesmo hiniyante;
- No Negueve, a forma -sh não é usada para negação do passado ou do presente, os beduínos usam apenas o mā para negação.

Como já foi exposto, os dialetos rurais são geralmente discriminados e as pronúncias urbanas vêm ganhando terreno, o que já acontece em outros grupos de dialetos árabes. Em contraste, os dialetos beduínos usam alguns remanescentes antigos bem comuns, mesmo entre os com mais estudo. Mesmo sendo estigmatizados pelos outros árabes israelenses, as características básicas do dialeto beduíno (Ex. o qāf pronunciado como g) são usadas em todos os contextos dos falantes beduínos com curso universitário. Assim, um fenômeno similar ao do desaparecimento do /tʃ/ diante do kāf – como já visto no “triângulo” – poderia já ter ocorrido no Negueve. Isso não deve, porém, ocorrer com os Beduínos do Negueve que se deslocaram para Lod e Ramle na década de 1960 e vêm apresentando tendência a adotar o dialeto urbano padrão.
Adicionalmente, Há famílias de origem síria ou libanesa que ainda falam o dialeto de origem, ou num idioleto que assimila parcialmente o árabe palestino, mantendo alguns aspectos do dialeto original.

## Influência de outras línguas
O árabe palestino, juntamente com as demais formas do árabe levantino, é muito influenciado pelo aramaico, língua falada no Levante antes do árabe.
Os dialetos rurais do árabe palestino apresentam muitas características similares ao hebraico clássico.
- O exemplo mais claro está nos pronomes das 2ª e 3ª pessoas do plural. Hemme (eles, elas) é parecido com o hebraico hēm contra o hum do Árabe clássico, o hon do aramaico e o henne do árabe levantino geral. O sufixo -kem (teu, vossos, tu, vós) se parece com o Hebraico -khem contra -kum do árabe clássico e -kon do aramaico e do árabe levantino.
- Um exemplo menos claro é a transformação da oclusiva glotal seguida. A certeza disso é verificável nas formas futuras dos verbos hebraicos com o aleph como a primeira consoante da sua raiz. Isso é também um marcado do aramaico.

## Árabe israelense
Os árabes israelenses tendem a tomar palavras e características do hebraico moderno, e a língua resultante é o chamado árabe israelense. Exemplos:
- makhsom מַחְסוֹם ('barreira'– largamente utilizado para se referir aos checkpoints militares na Cisjordânia ;
- ramzor רַמְזוֹר (sinais de trânsito);
- pelefon (pronúncia "belefon" em árabe) פֶּלֶאפוֹן (telefone celular);
- shamenet שַׁמֶּנֶת (Creme azedo );
- mazgan מַזְגָן (ar-condicionado);
- beseder בְּסֵדֶר (O.K, correto);
- makhshev מַחְשֵׁב (computador);
- me'onot  מעונות (dormitórios).

Essas palavras de origem externa são frequentemente "arabizadas" para refletir não só a fonologia do árabe, mas também a do hebraico falado pelos árabes. Como exemplo, a segunda consoante de מעונות seria pronunciada como uma fricativa faringal sonora, em lugar da oclusiva glotal tradicionalmente usada pela grande maioria dos judeus de Israel.
O filme Ajami, de 2009, indicado ao Oscar 2010, é quase todo falado em árabe israelense.